# Corriere dello Sport – Stadio

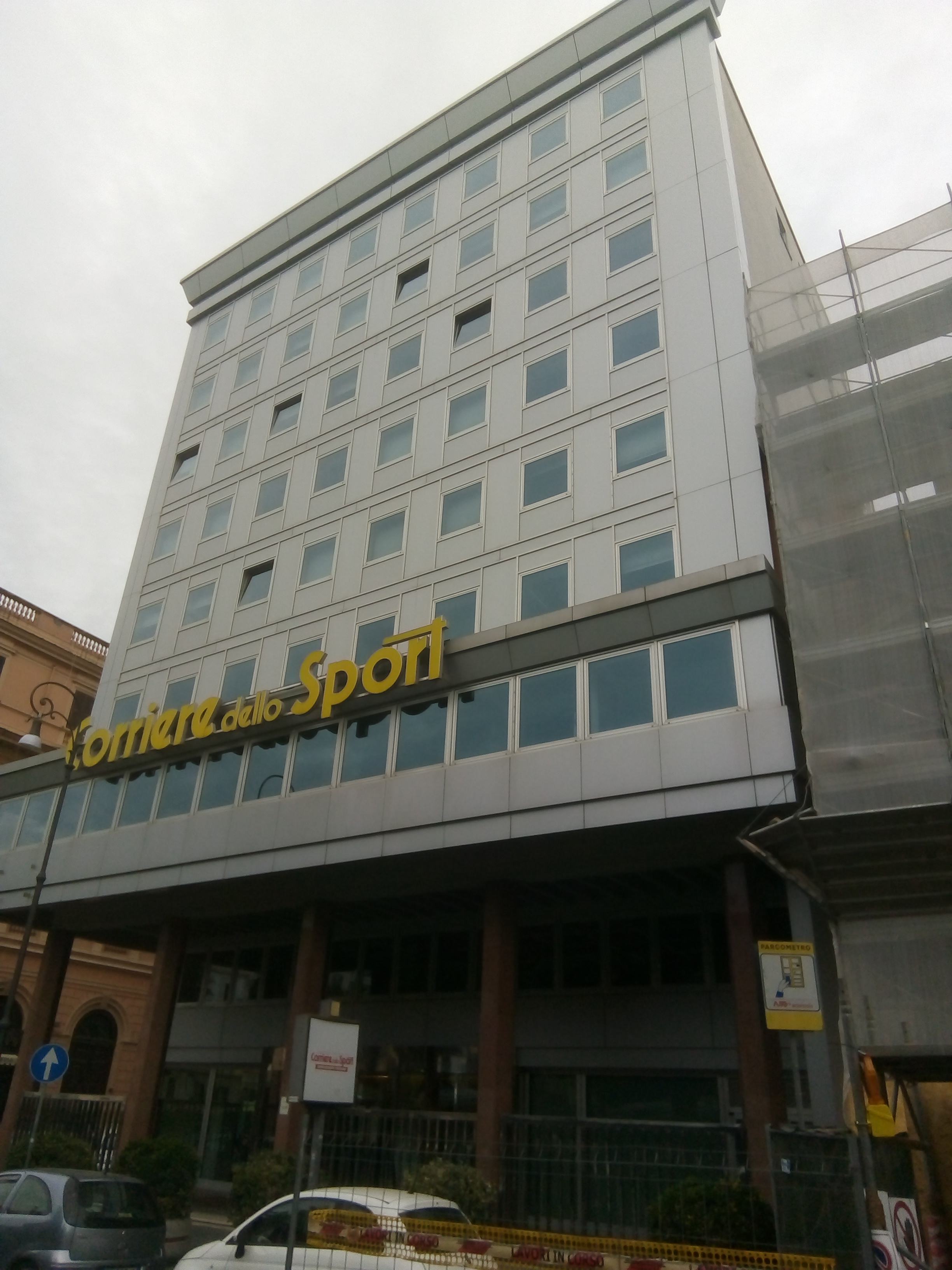
Sede en plaza de la Independencia, en Roma

Corriere dello Sport - Stadio es un periódico deportivo italiano, de distribución nacional, con sede en Roma, Italia. Es uno de los tres principales diarios deportivos del país y tiene la mayor circulación del centro y sur de Italia, siendo el cuarto diario más leído en todo el país.

## Historia y perfil
Corriere dello Sport - Stadio surgió a consecuencia de la fusión entre Corriere dello Sport, fundado en 1924, y Stadio, fundado en 1948. El periódico se publicaba impreso en gran formato. La tirada diaria del periódico en 2008 fue de 225.643 ejemplares. Según los proveedores de análisis web de terceros Alexa y SimilarWeb, el sitio web de Corriere dello Sport estaba clasificado, respectivamente, como el sitio web nonagésimo primero (91.º) y el  centésimo sexagésimo (166.º) más visitado en Italia, en julio de 2015.  SimilarWeb califica al sitio como el cuarto sitio web de deportes más visitado en Italia, atrayendo a casi 4,7 millones de visitantes al mes.

### De 1982 a hoy
El lunes 12 de julio de 1982, con la victoria de Italia en la Copa Mundial de Fútbol de 1982, el Corriere dello Sport-Stadio celebró el acontecimiento con el titular: "Eroici!" (español: «¡Heróicos!»), alcanzando un hito de ventas: 1.699.966 ejemplares, uno de los más altos para un periódico italiano. Ese año, la tirada media del periódico fue de 417.423 ejemplares. En 1987 era el quinto diario italiano, con una media de ventas de 380.000 ejemplares diarios. En 2006, con motivo de la cuarta victoria de Italia en la Copa del Mundo, se repitió el récord de ventas con más de 2 000 000 de ejemplares.
Desde el 1 de junio de 2017 se publica en formato tabloide.

## Editores
- 1942 – Alberto Masprone
- 1943 – Umberto Guadagno
- 1944 – Pietro Petroselli
- 1947 – Bruno Roghi
- 1960 – Antonio Ghirelli
- 1961 - Luciano Oppo
- 1972 – Mario Gismondi
- 1976 – Giorgio Tosatti
- 1986 – Domenico Morace
- 1991 - Italo Cucci
- 1995 – Mario Sconcerti
- 2000 – Italo Cucci
- 2002 – Javier Jacobelli
- 2003 – Alessandro Vocalelli
- 2012 – Paolo De Paola
- 2018 – Iván Zazzaroni